# Semirossia equalis
Semirossia equalis е вид главоного от семейство Sepiolidae.

## Разпространение и местообитание
Видът е разпространен в Американски Вирджински острови, Ангуила, Антигуа и Барбуда, Аруба, Барбадос, Бонер, Британски Вирджински острови, Венецуела, Гренада, Доминика, Доминиканска република, Кайманови острови, Колумбия, Куба, Кюрасао, Мартиника, Мексико, Пуерто Рико, Саба, САЩ (Алабама и Флорида), Свети Мартин, Сейнт Винсент и Гренадини, Сейнт Китс и Невис, Сейнт Лусия, Сен Естатиус, Синт Мартен, Суринам, Тринидад и Тобаго, Хаити и Ямайка.
Обитава крайбрежията на морета и заливи. Среща се на дълбочина от 55,2 до 448 m, при температура на водата от 16,6 до 24,8 °C и соленост 36,2 – 36,5 ‰.